# Анастасий Синаит
О Патриархе Анастасии I Синаите см. Анастасий I (Патриарх Антиохийский)
Анаста́сий Синаи́т (греч. Αναστάσιος Σιναΐτης; родился около 640 года, Аматус, остров Кипр — умер в конце VII или начале VIII века, Южный Синай, Египет) — игумен Синайского монастыря, почитается в лике преподобных, память в Православной церкви совершается 20 апреля (по юлианскому календарю), в Католической церкви 21 апреля.

## Жизнеописание
Родился около 640 года на острове Кипр в городе Амафунт, где и жил довольно долго. В юности он получил прекрасное светское образование, которое завершил изучением богословия. В слове на Неделю о Фоме преподобный Анастасий писал:

Видевшие Христа во плоти считали Его за пророка; а мы, хотя и не видели Его телесными очами, но ещё от малых ногтей, ещё тогда, когда были малыми детьми и отроками, познали в Нём Бога, научились исповедовать Его Владыкою вселенной, Творцом веков, Сиянием Славы Отчей. Святое же Евангелие Его слушаем с такой верой, как бы видим Самого Христа. Когда же видим на иконе изображение только Божественного подобия Его, как Самого Его, призирающего на нас с Неба, чтим, поклоняемся и припада́ем.
Уже в юности, вероятно ещё живя в родных местах, преподобный Анастасий принял монашество, а затем отправился в Иерусалим, оттуда перешёл в Египет и поселился на горе Синай. В то время игуменом монастыря Святой Екатерины был преподобный Иоанн Лествичник, а затем его брат Георгий. После святого Георгия игуменом стал преподобный Анастасий, отчего он и получил именование Синаит.
VII век, в котором жил и трудился преподобный Анастасий Синаит, был веком догматических споров, и в них преподобный Анастасий принимал непосредственное участие. Он предпринял большие миссионерские путешествия по Египту, Палестине, Аравии, возможно Сирии, где своей проповедью активно боролся с монофизитами (особенно с сектой акефалов), монофелитами, северианами, феодосианами и другими еретиками, в том числе и с только появившимися тогда мусульманами, относительно которых преподобный делал в своих трудах заметки о том, как беседовать с ними.
Преподобный Анастасий Синаит всю свою долгую жизнь провел в молитвах и подвижнических трудах. Год его смерти точно неизвестен: около 686 или 700 года или даже в начале VIII века. Достоверно известно лишь то, что он пережил победу Православия над ересью монофелитства, когда её приверженцы были осуждены на Шестом Вселенском соборе (680—681 годы). Последние исследования говорят, что смерть преподобного Анастасия произошла не ранее 701 года.

## Творения
Сохранилось большое количество творений преподобного Анастасия Синаита. Они включены в 89-й том Patrologia Graeca. Его сочинения посвящены вопросам нравственной и духовной жизни верующих. При их изучении нужно иметь в виду, что в рукописной традиции Анастасий Синаит отождествляется с другими Анастасиями, чаще всего с антиохийским патриархом Анастасием I Синаитом, что осложняет вопрос об атрибуции приписываемых ему творений.
Для борьбы с монофизитами Анастасий оставил своим ученикам письменное руководство в форме ответов на вопросы под названием «Путеводитель», из 24 глав. «Путеводитель» интересен не только изложением самих православно-монофизитских диспутов, но и тем, что в нём преподобный Анастасий формулирует духовные условия и методологию ведения подобных диспутов.
Преподобный Анастасий вел беседы и с евреями, которые также записал; дошли до нас и другие его сочинения: Слова, Поучения, Жития некоторых подвижников и толкования на многие места Священного Писания.
Также Анастасию приписывают «Изъяснение Шестоднева» в 12 книгах, которое на самом деле относится к X веку. Не принадлежат Анастасию также следующие приписываемые иногда ему труды:
- «Против монофизитов» (подборка неизвестных по др. источникам цитат ересиархов (Ария, Аэтия, Евномия) и богословов IV — нач. V в. (Евстафия Антиохийского, Аполлинария, свт. Василия Великого, свт. Прокла, свт. Амфилохия и Олимпиодора) — неопределенной эпохи);
- «Против иудеев» (диалог христианина с иудеем, написанный не ранее IX в.);
- «Беседа о трех сороковинах» (XII в.);
- «Определение нашей веры» и «История ересей и Соборов», автором которых считается некий синайский монах Анастасий (предположительно VIII век);
- несколько сочинений другого Анастасия Синаита, канониста (IX—XI вв.);
- сочинения Анастасия Аллегориста;
- антимонофизитский сборник «Учение отцов о воплощении Слова», приписываемый также святому Анастасию Апокрисиарию († 666) — важнейший богословский флорилегий кон. VII — нач. VIII в., в 1-й части которого (гл. 1-32) содержится систематическое изложение святоотеческой триадологии и христологии (прежде всего Каппадокийских отцов и святителя Кирилла Александрийского), направленное против монофизитства и монофелитства; 2-я часть (гл. 32-45) не носит систематического характера, представляя собой подбор цитат церковных авторов по различным вопросам христианской веры.